# Trapézcsont

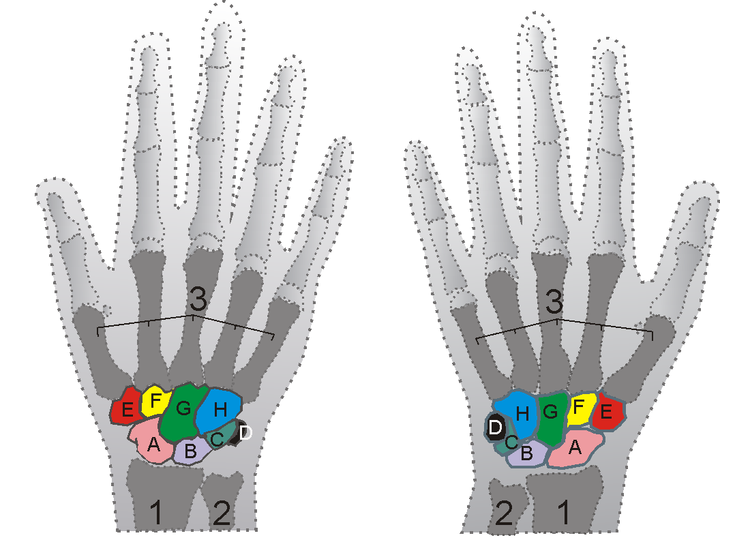
A kéz csontjai
A = Sajkacsont
B = Holdascsont
C = Háromszögletű csont
D = Borsócsont
E = Trapézcsont
F = Kis trapézcsont
G = Fejescsont
H = Horgascsont

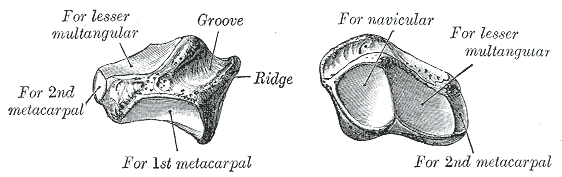
A trapézcsont

A trapézcsont (os trapezium) egy apró csont az ember csuklójában: a kéztőcsontok egyike. A radiális oldalon helyezkedik el a sajkacsont (os scaphoideum) és az I. metacarpus között.

## Felszínei
A superior felszíne felfelé és befelé néz. A belső rész felé néző felszíne sima és a sajkacsonttal ízesül. A külső rész felé néző felszíne durva és ennek a folytatása lesz a lateralis felszín.
Az inferior felszín ovális és konkáv, hátulról konvex így egy nyereg alakú rész keletkezik ami az I. metacarpusszal ízesül.
A dorsalis felszín durva.
A volaris felszín keskeny és durva. A felső részén van egy mély árok, ami haránt irányban fut lefelé. Ebben az árokban fut a musculus flexor carpi radialis. Ez a felszín eredési helyet biztosít a musculus opponens pollicisnak, a musculus abductor pollicis brevisnek és a musculus flexor pollicis brevisnek valamint a retinaculum felxorumnak.
A lateralis felszín durva, ezért itt szalagok tapadnak.
A medialis felszín két csiszolt felületből áll: a felső nagy és konkáv és a kis trapézcsonttal (os trapezoideum) ízesül. Az alsó felület kicsi és ovális és a II. metacarpusszal ízesül.

## A trapézcsont dudora
Néha ezen a dudoron tapad a musculus abductor pollicis brevis.